# Manja
Manja és una ciutat i comuna (en malgaix kaominina) de Madagascar, capital del districte de Manja, província de Toliare (Tulear), regió de Menabe. La població el 2001 era de 9.000 habitants. Disposa d'un aeroport. Manja és el nom donat a Madagascar a les coses pertanyents als àrabs. Nossi Langani fou un illot on els àrabs es van establir al segle xii segurament procedents de Kilwa Kisiwani, i al segle xiv o XV es va fundar la ciutat a la desembocadura del Mahajamba coneguda com a Manja (o per l'illot com Nossi Manja o Nosy Manja) i fou la capital de tots els establiments musulmans de la regió nord-oest de Madagascar. Enfront va quedar la vila de Langany o Langani. El 1506 una flota portuguesa sota comandament de l'almirall Tristan da Cunha va destruir Nosy Manja i Langani. Els sobrevivents que van poder fugir a la matança i van evitar ser convertits en esclaus, es van instal·lar en els anys següents a Nosy Boina o Antsoheribory que a l'inici del segle xvii va esdevenir la capital de totes les factories comercials musulmanes dels antalaotra a la regió.